# Commissaire européen à la Santé et au Bien-être animal

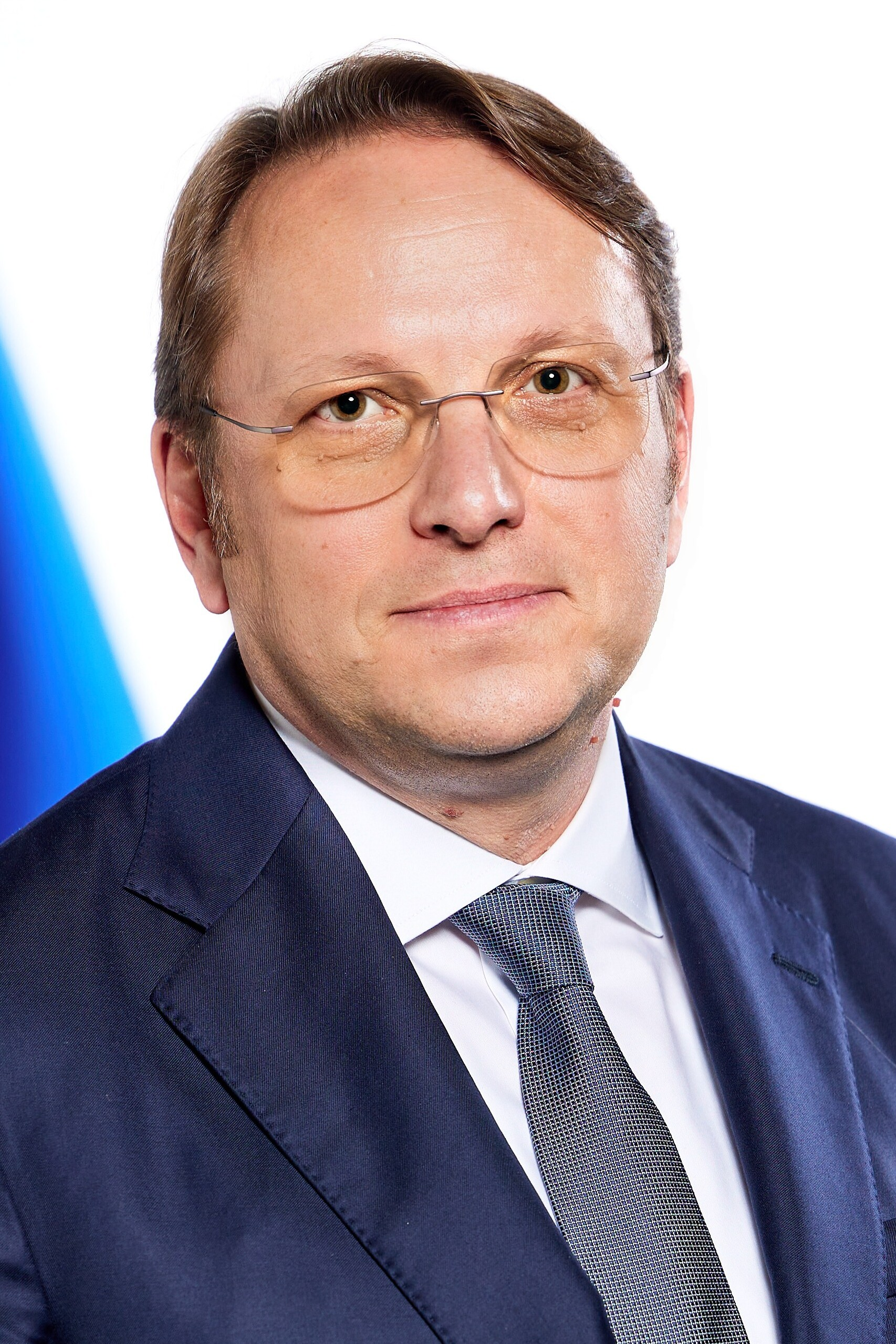
Olivér Várhelyi, actuel commissaire

Le commissaire européen à la Santé et au Bien-être animal est un membre de la Commission européenne. Le commissaire actuel est Olivér Várhelyi. 
Le portefeuille est responsable des questions de santé publique, de sécurité alimentaire, de santé animale. La protection des consommateurs est parfois rattachée à ce portefeuille ; dans la commission Juncker, elle dépend du commissaire européen à la Justice, aux Consommateurs et à l'Égalité des genres.

## Liste des commissaires
|    | Nom                    | Pays                 | Période     | Commission                                        |
| -- | ---------------------- | -------------------- | ----------- | ------------------------------------------------- |
| 1  | Richard Burke          | Irlande              | 1977–1981   | Commission Jenkins                                |
| 2  | Karl-Heinz Narjes (en) | Allemagne de l'Ouest | 1981–1985   | Commission Thorn                                  |
| 3  | Stanley Clinton-Davis  | Royaume-Uni          | 1985–1988   | Commission Delors I                               |
| 4  | Grigóris Várfis        | Grèce                | 1985–1989   | Commission Delors I                               |
| 5  | Karel Van Miert        | Belgique             | 1989–1992   | Commission Delors II                              |
| 6  | Christiane Scrivener   | France               | 1992–1994   | Commission Delors II                              |
| 7  | Emma Bonino            | Italie               | 1995–1999   | Commission Santer                                 |
| 8  | David Byrne            | Irlande              | 1999–2004   | Commission Prodi                                  |
| 9  | Pavel Telička          | République tchèque   | 2004        | Commission Prodi                                  |
| 10 | Márkos Kyprianoú       | Chypre               | 2004–2010   | Commission Barroso I                              |
| 11 | Meglena Kuneva         | Bulgarie             | 2007–2010   | Commission Barroso I                              |
| 12 | John Dalli             | Malte                | 2010-2012   | Commission Barroso II                             |
| 13 | Tonio Borg             | Malte                | 2012-2013   | Commission Barroso II                             |
| 14 | Neven Mimica           | Croatie              | 2013-2014   | Commission Barroso II                             |
| 15 | Vytenis Andriukaitis   | Lituanie             | 2014-2019   | Commission Juncker (avec la Sécurité alimentaire) |
| 16 | Stélla Kyriakídou      | Chypre               | 2019-2024   | Commission von der Leyen I                        |
| 17 | Olivér Várhelyi        | Hongrie              | Depuis 2024 | Commission von der Leyen II                       |